# Vojna okontjena. Zabudte...
Vojna okontjena. Zabudte... (russisk: Война окончена. Забудьте…) er en russisk spillefilm fra 1997 af Valerij Khartjenko.

## Medvirkende
- Aleksej Djakov som Dima
- Irina Brazgovka
- Svetlana Smekhnova
- Zinovij Gerdt
- Aleksandr Pavlov